# 三菱21号館
三菱21号館（みつびしにじゅういちごうかん）は、かつて日本の東京都千代田区丸の内にあった建築物である。館名は第21号館であったが、三菱第21号館とも呼ばれた。

## 沿革
丸の内地区において多数の地所・建物を保有していた三菱合資会社により第21番目の洋風貸事務所として計画されたものであり、当時の東京府東京市麹町区有楽町1-1（後の東京都千代田区丸ノ内3-2、現・東京都千代田区丸の内三丁目3番1号）の地所において1912年（大正元年）8月より建設に着手され、1914年（大正3年）6月25日竣功となった。
1920年（大正9年）5月より同年12月25日にかけ、地上5階建てに増築される。
第二次世界大戦で日本が敗戦した後の1946年（昭和21年）3月22日、連合国軍最高司令官総司令部 (GHQ) はこれを接収した。同軍撤収後は極東空軍調達部・戦史編集部・沖縄基地建設設計部等に供される運びとなり、1953年（昭和28年）3月、1954年（昭和29年）1月11日、1956年（昭和31年）3月12日の順で段階的に解かれ、ついに同年5月をもって全てが三菱地所会社の手中となるに至った。
そして会社は新東京ビルヂング第2期建設の地所にあてるべく1963年（昭和38年）9月をもってこれを取り除いた。

## 建築概要
丸の内地区における鉄骨鉄筋コンクリート構造の嚆矢とされる。設計は藤村朗によるものである。

## 21クラブ
当建物内においてはかつて「21クラブ」と称する親睦会が組織された。入会資格は入居者であることとされ、新年宴会ならびに旅行が行事とされた。